# Rudolf Lamm
Rudolf Lamm (ur. 24 września 1912, zm. ?) – zbrodniarz hitlerowski, oficer raportowy w Wiener-Neudorf, podobozie KL Mauthausen i SS-Unterscharführer.
Członek Waffen-SS, który pełnił służbę w kompleksie obozowym Mauthausen od lipca 1942, zarówno w obozie głównym, jak i w podobozach: Steyr i Wiener-Neudorf. W tym ostatnim podobozie Lamm pełnił funkcję oficera raportowego (Rapportführera) od sierpnia 1943 do kwietnia 1945. W początkach kwietnia 1945 jako jeden z kierowników brał udział w marszu śmierci podczas ewakuacji Wiener-Neudorf do obozu głównego w Mauthausen. Przed marszem Lamm rozkazał zabijać więźniów niezdolnych do dalszej drogi. W ten sposób zginęło około 50 więźniów.
Rudolf Lamm został osądzony przez amerykański Trybunał Wojskowy w Dachau w dniach 27–28 maja 1947. Wymierzono mu karę dożywotniego pozbawienia wolności.